# Třída M58
Třída M58 je lodní třída hlídkových člunů Thajského královského námořnictva. Mezi hlavní úkoly třídy patří hlídkování, kontrola rybolovu, mise SAR, nebo přeprava VIP osob. Ve službě má nahradit tři hlídkové lodě třídy Hua Hin. Prototypová jednotky Laemsing byla do služby přijata roku 2016.

## Stavba
Třídu vyvinula a staví thajská loděnice Marsun Company Limited, která zisk tohoto kontraktu oznámila v prosinci 2013. Prototypová jednotka Laemsing byla na vodu spuštěna v Bangkoku v srpnu 2015.
Jednotky třídy M58:
| Jméno             | Spuštěna       | Vstup do služby | Poznámka |
| ----------------- | -------------- | --------------- | -------- |
| Laemsing (PG 561) | 25. srpna 2015 | 21. září 2016   | aktivní  |

## Konstrukce
Plavidla mají ocelový trup a hliníkové nástavby. Jsou vyzbrojena jedním 76mm kanón OTO Melara Compact v dělové věži na přídi, jedním 30mm kanónem MSI Defence na zádi a dvěma 12,7mm kulomety. Pohonný systém tvoří tři diesely Caterpillar 3516C, každý o výkonu 3390 hp, pohánějící tři lodní šrouby. Nejvyšší rychlost dosahuje 28 uzlů. Dosah je 2500 námořních mil při rychlosti 15 uzlů.